# Johann-Friedrich-Pierer-Schule Altenburg
Die Johann-Friedrich-Pierer-Schule in Altenburg ist eine berufsbildende Schule des Landkreises Altenburger Land. Namensgeber ist Johann Friedrich Pierer.

## Lage
Die Berufsbildende Schule befindet sich im Altenburger Stadtteil Nord an der Siegfried-Flack-Straße. Die Schulgebäude selbst befinden sich in der zweiten Baureihe längs der Siegfried-Flack-Straße.

## Architektur
Die Schule besteht aus drei Gebäudeteilen. Als Verbindung der Häuser 1 und 3 ist in den Jahren 2000 bis 2002 das heutige Haus 2 neu gebaut worden.

## Geschichte
Die Berufsbildende Schule entstand 1991 durch die Zusammenlegung mehrerer Berufsschulen in verschiedenen Standorten des Landkreises Altenburger Land. Diese befanden sich in Altenburg selbst sowie in Meuselwitz und Schmölln. Die Schule wurde als „Staatliche Berufsbildende Schule für Gewerbe und Technik“ gegründet.
Im Landkreis Altenburger Land ist die Papierindustrie historisch sehr stark vertreten. Die Berufsausbildung und die Fortbildung für die Papierindustrie wird seit 1905 in Altenburg durchgeführt. Die Fortführung dieser traditionsreichen Ausbildung ist an der Johann-Friedrich-Pierer-Schule gewährt.
Im Jahr 2000 wurde der Berufsbildenden Schule der Ehrenname „Johann Friedrich Pierer“ verliehen. Die Verleihung des Ehrennamens stellt eine Würdigung des Lebens und Wirkens J. F. Pierers in der Stadt Altenburg dar.
Bis zum Sommer 2010 befand sich ein Teil der Ausbildungsangebote in der Stadt Schmölln. Der Standort Schmölln wurde aus Kostengründen geschlossen und sämtliche Ausbildungen finden seitdem am Standort Altenburg statt.

## Angebotene Ausbildungen
Alle Angaben erfolgen in alphabetischer Ordnung.

### Teilzeit
- Fachbereich Biologie, Chemie, Physik
- Fachbereich Elektrotechnik
- Fachbereich Ernährung und Hauswirtschaft
- Fachbereich Fahrzeugtechnik
- Fachbereich Körperpflege
- Fachbereich Land- und Baumaschinentechnik
- Fachbereich Metalltechnik
- Fachbereich Papier- und Verpackungstechnik
- Fachbereich Textiltechnik
- Fachbereich Werken

### Vollzeit
- Aktuell angebotene Wahlschulformen (Stand: 04/2023)
  - Berufsvorbereitungsjahr (BVJ, BVJS)
  - Berufsfachschule ein/zweijährig nicht berufsqualifizierend (BFS nbq)
    - Bildungsgang Ernährung/Hauswirtschaft
    - Bildungsgang Technik – Lerngebiet: Metall- und Holztechnik

  - Fachschule Technik, Fachrichtung Papiertechnik, Schwerpunkt Papierverarbeitung (FS)

- Nicht mehr angebotene Wahlschulformen
  - Berufliches Gymnasium (BG)
    - SP Metalltechnik

  - Fachoberschule Technik (einjährig) (FOS)

## Schulleiter
- Roger Pröhl (1. August 1991 bis 31. Juli 2013)
- Ralf Herzer (seit 2013)[1]